# Абдуллаев, Мухаммад Рамазан оглы
Мухаммад Рамазан оглы Абдуллаев (азерб. Məhəmməd Ramazan oğlu Abdullayev; род. 6 апреля 1999, Россия) — азербайджанский боксёр-любитель, выступающий в супертяжёлой весовой категории. Член национальной сборной Азербайджана (2020-х годов), участник Олимпийских игр 2020 года, двукратный бронзовый призёр чемпионата мира (2021, 2023), серебряный призёр Европейских игр (2023), многократный национальный чемпион Азербайджана, чемпион Европы среди молодёжи U-22 (2019), чемпион Европы среди юниоров U-18 (2017), многократный победитель и призёр международных и национальных турниров в любителях.

## Карьера
Мухаммад Абдуллаев родился 6 апреля 1999 года в России. Его тренером является дядя (брат отца) Этибар Абдуллаев. Мухаммаду, по его признанию, нравится стиль бокса своего дяди, а также украинского боксёра Александра Усика, за тренировками которого Абдуллаев наблюдал.
В ноябре 2016 года участвовал в Молодёжном чемпионате мира в Санкт-Петербурге (Россия) в весовой категории свыше 91 кг. В 1/8 финала по очкам победил ирландца Кевина Шихи. В четвертьфинале по очкам проиграл австралийцу Джастису Хани, который в итоге стал молодёжным чемпионом мира 2016 года.
В октябре 2017 года в Анталье стал чемпионом на первенстве Европы по боксу среди юниоров (17—18 лет), одолев в финале Вагкана Нанитзаняна из Греции.
В феврале 2019 года завоевал бронзу в весе свыше 91 кг на представительном международном турнире «Странджа» проходившем в Софии (Болгария), в полуфинале проиграв американцу Ричарду Торресу, который в итоге стал победителем турнира.
В марте 2019 года во Владикавказе (Россия) стал чемпионом Европы среди молодёжи (19—22 лет) в категории свыше 91 кг, в финале победив представителя Германии Виктора Юрка.

### Чемпионат мира 2019 года
В сентябре 2019 года принимал участие на взрослом чемпионате мира в Екатеринбурге, на котором в категории свыше 91 кг в 1/8 финала победил боксёра из Египета Юсри Резк Мостафа. В четвертьфинале уступил боксёру из Австралии Джастису Хани.

### Олимпийские игры 2020 года
В начале июня 2021 года в Париже в четвертьфинале квалификационного турнира победил украинца Цотне Рогаву и завоевал лицензию на Олимпийские игры 2020. В июле 2021 года участвовал в Олимпийских играх в Токио, где в 1/16 финала победил со счётом 3:1 боксёра из Бахрейна Даниса Латыпова. В 1/8 финала со счётом 0:5 проиграл узбеку Баходиру Жалолову, который в итоге стал чемпионом Олимпийских игр.

### Чемпионат мира 2021 года
В начале ноября 2021 года в Белграде (Сербия) стал бронзовым призёром чемпионата мира в категории свыше 92 кг. В 1/16 финала победил по очкам единогласным решением судей (счёт: 5:0) литовца Йонаса Язявичюса, в 1/8 финала победил по очкам единогласным решением судей (счёт: 5:0) серба Владана Бабича, в четвертьфинале победил по очкам единогласным решением судей (счёт: 5:0) индийца Нарендера Бервала. В полуфинале проиграл по очкам единогласным решением судей (счёт: 0:5) армянскому боксёру Давиду Чалояну.

### Дальнейшая карьера
В феврале 2023 года стал бронзовым призёром в весе свыше 92 кг турнира «Странджа» (София,Болгария), в полуфинале проиграв узбекскому боксёру Баходиру Жалолову, ставшему победителем данного турнира.
В мае 2023 года в Ташкенте стал бронзовым призёром чемпионата мира в весе свыше 92 кг. В 1/16 финала по очкам единогласным решением судей (5:0) победил мексиканца Хавьера Круза, в 1/8 финала по очкам раздельным решением судей (4:1) победил алжирского боксёра Мурада Кади, в четвертьфинале по очкам единогласным решением судей (5:0) победил грузина Николоза Бегадзе. В полуфинале по очкам раздельным решением судей (1:4) проиграл молодому кубинцу Фернандо Арзола Лопесу, который стал серебряным призёром чемпионата мира 2023 года.
В июне 2023 года вышел в полуфинал III-х Европейских игр в Кракове (Польша) в весе свыше 92 кг. В 1/16 финала досрочно техническим нокаутом в 3-м раунде победил турка Угура Айдемира, в 1/8 финала по очкам раздельным решением судей (3:1) победил грузина Николоза Бегадзе, в четвертьфинале по очкам единогласным решением судей (5:0) победил грека Стиляноса Рулиаса. В полуфинале встретился с немцем Нелви Тиафаком и одержал победу, выйдя в финал и завоевав лицензию на Олимпиаду 2024.
В апреле 2024 года, в Белграде (Сербия) участвовал на чемпионате Европы, где в 1/8 финала по очкам раздельным решением судей со счётом 1:4 проиграл хорвату Луке Пратлячичу.
Чемпион Азербайджана 2024 в весовой категории свыше 92 кг.